# Voci per la libertà - Una canzone per Amnesty
Voci per la libertà - Una canzone per Amnesty è un festival promosso dalla sezione italiana di Amnesty International, nato a Villadose (RO) nel 1998 in occasione del 50º anniversario della Dichiarazione universale dei diritti umani e trasferitosi a Rosolina Mare nel 2012 e poi a Rovigo, con l'intento di diffondere i principi della dichiarazione attraverso la musica e, in generale, l'arte, riconosciute mezzi in grado di veicolare valori umani fondamentali quali rispetto e tolleranza.
Il concorso musicale si divide in due parti: Premio Amnesty Italia International Emergenti per esordienti, solisti o gruppi, con un brano autografo incentrato sul rispetto dei diritti umani e Premio Amnesty International Italia per le canzoni interpretate da big, pubblicate l'anno che precede l'edizione ed efficaci nel promuovere i contenuti della dichiarazione. Il conduttore dell'evento, sin dalle prime edizioni, è Savino Zaba.

## Premio Amnesty International Italia, sezione Emergenti
L'Associazione Voci per la Libertà valuta le produzioni musicali di tutti gli iscritti, scegliendo tra esse le più meritevoli in base alla qualità compositiva ed esecutiva, ma soprattutto alla capacità di richiamare l'attenzione su almeno uno dei diritti elencati nei 30 articoli della Dichiarazione. 
Le proposte più interessanti vengono scelte per la fase che prevede concerti dal vivo e sottoposte al parere di una giuria specializzata durante la quattro giorni di eventi che si tiene in provincia di Rovigo nel mese di luglio. Nel corso della serata finale sono assegnati oltre al Premio Amnesty International Italia Emergenti, anche il Premio della Critica e il Premio della Giuria Popolare. La compilation prodotta da Voci per la Libertà ed Amnesty International raccoglie, tra le altre, le canzoni dei finalisti.

## Premio Amnesty International Italia, sezione Big
Istituito nel 2003, il Premio Amnesty International Italia si svolge da gennaio a maggio, momento in cui viene dichiarato il vincitore. Tra tutte le canzoni proposte dal pubblico e dagli artisti l'Associazione Voci per la Libertà e la Sezione Italiana di Amnesty International selezionano una rosa di 10 brani, poi sottoposti al giudizio di una ampia giuria specializzata che elegge il Premio Amnesty International Italia.

## Le giurie
Le giurie dei due premi sono distinte, ma contengono entrambe firme prestigiose dei media nazionali. Dal 1998 ad oggi hanno partecipato ad esse esponenti di testate quali Rai tv, Radio Rai, MTV, Deejay, RTL 102.5, Rolling Stone, Il Mucchio Selvaggio, Jam, Rockit, Rockol, Il Gazzettino, QN - Quotidiano Nazionale, La Repubblica, Freequency, Audioreview, Audiocoop, Mescalina, Radio Città Aperta, L'isola che non c'era, Sentireascoltare.

## I riconoscimenti ricevuti
- 2003: festival dell'anno per il Meeting delle Etichette Indipendenti
- 2010: medaglia di rappresentanza del presidente della Repubblica Giorgio Napolitano
- 2010: messaggio stima e di incoraggiamento del commissario per i diritti umani del Consiglio d'Europa Thomas Hammarberg
- 2018: Targa Tenco "Miglior Album Collettivo" per il disco della 20ª edizione

## Albo d'oro
|      | Finalisti e vincitori Premio Amnesty International Italia, sezione Emergenti | Premio Amnesty International Italia, sezione Big                      |
| ---- | --- | --------------------------------------------------------------------- |
| 1998 | Versi Banditi (Premio Amnesty International Italia Emergenti), Cafeteria Murnau (Premio della Critica), Quartafila, The river of blues, Nowhere, Laura Polato                                                   |                                                                       |
| 1999 | Frank Paulis Band (Premio Amnesty International Italia Emergenti), I figli della Vedova Cliquot (Premio della Critica), Suburbia (Premio Giuria Popolare), Play Travel Advance, Eufonia, Orchestra della Suerte |                                                                       |
| 2000 | Re del Deseo (Premio Amnesty International Italia Emergenti), Vibra (Premio della Critica), Iperuranio (Premio Giuria Popolare), Sinergia, Quartafila, Cororchestra Cantarchevai                                |                                                                       |
| 2001 | Livido (Premio Amnesty International Italia Emergenti) Sungift (Premio della Critica), Elia (Premio Giuria Popolare), Malastrana, CH, I folletti del grande bosco                                               |                                                                       |
| 2002 | Il Combo Farango (Premio Amnesty International Italia Emergenti), Monzōn (Premio della Critica), Atarassiagröp (Premio Giuria Popolare), Arecibo, Lineamaginot, Ælian                                           |                                                                       |
| 2003 | Nuovi Orizzonti Artificiali (Premio Amnesty International Italia Emergenti), Ameba (Premio della Critica), Michael Seck & The Tolou (Premio Giuria Popolare), La Moscaceca, Risin' Family, Viaggio Segreto      | Il mio nemico di Daniele Silvestri                                    |
| 2004 | Riserva Moac (Premio Amnesty International Italia Emergenti), Terramare (Premio della Critica), Sandy Müller Duo (Premio Giuria Popolare), Jailsound, Pekisch, Fabularasa                                       | Pane e coraggio di Ivano Fossati                                      |
| 2005 | Sancto Ianne (Premio Amnesty International Italia Emergenti), The Icelighters (Premio della Critica), Banda dei falsari (Premio Giuria Popolare), Firesons, Mama Roots, Francesco Camattini                     | Ebano dei Modena City Ramblers                                        |
| 2006 | 'A67 (Premio Amnesty International Italia Emergenti), Chiarastella (Premio della Critica), Neruda (Premio Giuria Popolare), Evoè, Concerto Musicale Ambaradan, Paolo Scheriani                                  | Rwanda di Paola Turci                                                 |
| 2007 | Marcosbanda (Premio Amnesty International Italia Emergenti), Le voci del vicolo (Premio della Critica), Principe (Premio Giuria Popolare), Malecorde, Terrasonora, The Savalas                                  | Occhiali Rotti di Samuele Bersani                                     |
| 2008 | Elena Vittoria (Premio Amnesty International Italia Emergenti), Ultimavera (Premio della Critica), Proxima Luna (Premio Giuria Popolare), Trois fois rien, Terramaris, PuraUtopia                               | Canenero dei Subsonica                                                |
| 2009 | Terzobinario (Premio Amnesty International Italia Emergenti), Legittimo Brigantaggio (Premio della Critica), Silvia's Magic Hands (Premio Giuria Popolare), Garnet, Cosmorama, Telemark                         | Lettere di soldati di Vinicio Capossela                               |
| 2010 | Piccola Orchestra Karasciò (Premio Amnesty International Italia Emergenti), Giorgio Barbarotta (Premio della Critica), Prhome (Premio Giuria Popolare), Corimè, Thisorder                                       | Mio zio di Carmen Consoli                                             |
| 2011 | Areamag (Premio Amnesty International Italia Emergenti), PuntinEspansione (Premio della Critica), Heza (Premio Giuria Popolare), Emanuele Bocci, Repsel                                                         | Genova Brucia di Simone Cristicchi                                    |
| 2012 | Novadeaf (Premio Amnesty International Italia Emergenti), Chopas & The Doctor (Premio della Critica), Anima Caribe (Premio Giuria Popolare), Portugnol Connection, Soci alla Pari                               | Non è un film di Frankie hi-nrg mc e interpretata da Fiorella Mannoia |
| 2013 | Leo Miglioranza (Premio Amnesty International Italia Emergenti), Syncage (Premio della Critica), Andrea Dodicianni (Premio Giuria Popolare), Shape of Sound, Durden And The Catering                            | Gerardo nuvola 'e Povere di Enzo Avitabile e Francesco Guccini        |
| 2014 | Mud (Premio Amnesty International Italia Emergenti), VillaZuk (Premio della Critica), Marmaja (Premio Giuria Popolare), Anna Luppi, Les Fleurs des Maladives                                                    | Atto di forza di Francesco e Max Gazzè                                |
| 2015 | Adolfo Durante (Premio Amnesty International Italia Emergenti), WDD & Michela Grena (Premio della Critica), GolaSeca (Premio Giuria Popolare), Ricki Anelli, Malarazza 100% Terrone                             | Scendi giù di Alessandro Mannarino                                    |
| 2016 | Do'storieski (Premio Amnesty International Italia Emergenti), A Tea With Alice (Premio della Critica), Cloud (Premio Giuria Popolare), Statale 107 bis, Il quarto imprevisto                                    | Pronti a salpare di Edoardo Bennato                                   |
| 2017 | Carlo Valente (Premio Amnesty International Italia Emergenti), Elisa Erin Bonomo (Premio della Critica), Amarcord (Premio Giuria Popolare), Nevruz, Tukurù                                                      | Ballata triste di Nada                                                |
| 2018 | Pupi di Surfaro (Premio Amnesty International Italia Emergenti), Danilo Ruggero (Premio della Critica), La Malaleche (Premio Giuria Popolare), Mujeres Creando, Eleonora Betti                                  | L'uomo nero di Brunori Sas                                            |
| 2019 | Grace N Kaos (Premio Amnesty International Italia Emergenti e Premio Giuria Popolare), Giulio Wilson (Premio della Critica), The Roomors (Premio "Il migliore per noi"), Chiara Effe, Chiara Patronella.        | Salvagente di Roy Paci e Willie Peyote                                |
| 2020 | H.E.R (Premio Amnesty International Italia Emergenti), Agnese Valle (Premio della Critica), Adriana Iè (Premio Giuria Popolare), Assia Fiorillo (Premio "Il migliore per noi"), Micaela Tempesta.               | Io sono l'altro di Niccolò Fabi                                       |
| 2021 | (Premio Amnesty International Italia Emergenti), | Dalle mie parti dei Negramaro                                         |
| 2022 | (Premio Amnesty International Italia Emergenti), | L'uomo nero di Carmen Consoli                                         |
| 2023 | (Premio Amnesty International Italia Emergenti), | Severodonetsk di Manuel Agnelli                                       |
| 2024 | Emanuele Conte (Premio Amnesty International Italia Emergenti), | La mia terra di Diodato                                               |